# Ravensburg (district)
Districtul Ravensburg este un Kreis în landul Baden-Württemberg, Germania.
1. 1 2 3  GeoNames